# 青木廣彰
青木廣彰（1938年10月9日—2008年7月10日），英文名為「洛基·青木」(Rocky Aoki)。美籍日裔企業家。生於東京都，在美國成功開設了日式鐵板燒連鎖店「红花」而廣為人知。他的兒子史蒂夫·青木（Steve Aoki /スティーブ青木）則是名活躍的DJ，女儿戴文·青木（Devon Aoki /デヴォン青木）是超級名模。胞弟是現位於日本橋的「紅花餐廳」的社長——青木四郎。

## 生平
青木廣彰之父，為連鎖西餐廳「紅花」的創始人青木湯之助（青木勝的長男）。青木廣彰於慶應義塾就讀中學開始，直到進入經濟學院，始終都是角力隊的成員。1959年更獲選為日本角力隊國手，赴美國參賽。而後於1960年正式赴美留學。

## 美國時期經歷
來到美國的青木，獲得了角力比賽的全美冠軍。在一邊繼續從事角力運動的同時，他於1962年搬到紐約，開設了行動冰淇淋店。由於他在冰淇淋上插上日式小紙傘的宣傳策略奏效，使得生意獲得成功。
1964年，他在紐約開了第一家鐵板燒餐廳「BENIHANA OF TOKYO」，因為鐵板燒桌邊秀的精彩演出，吸引眾多媒體前來採訪，使得餐廳生意蒸蒸日上，也為他日後成為全美第一大日本料理連鎖店奠下基礎。
在成為傑出企業家以後，1975年他也拿到全美西洋雙陸棋大賽的冠軍，接著又在1980年世界動力遊艇大會中奪得第二名，事業之餘仍積極參與各方面的活動。此外，更在1982年搭乘熱氣球橫越太平洋，躍升為家喻戶曉的探險家。
不僅如此，他還撰寫多本指導商業經營成功原則的書籍，也翻譯了介紹連鎖商業經營模式的書。
在2008年7月10日晚間，他因肺癌等併發症於紐約的醫院過世，享年六十九歲。